# Lac Redington
Le lac Redington (en anglais : Redington Lake) est un lac de barrage américain dans le comté du Prince George, au Maryland. Il est situé à 35 mètres d'altitude dans le Patuxent Research Refuge.